# Leskea mauritiana
Leskea mauritiana är en bladmossart som beskrevs av Bescherelle 1880. Leskea mauritiana ingår i släktet Leskea och familjen Leskeaceae. Inga underarter finns listade i Catalogue of Life.